# Dumbfoundead
Jonathan Edgar Park (Buenos Aires, 18 de febrero de 1986) más conocido por su nombre artístico Dumbfoundead, es un rapero y actor argentino-estadounidense de ascendencia surcoreana. Comenzó su carrera en la década de 2000 como rapero freestyle en Los Ángeles y desde entonces se ha convertido en uno de los raperos más destacados de Estados Unidos, conocido por sus letras ingeniosas y socialmente conscientes. Este también hizo colaboraciones, como por ejemplo, con Ray William Johnson para hacer la canción original de la banda Your Favorite Martian, White Boy Wasted

## Primeros años
Park nació en Buenos Aires, Argentina siendo hijos de inmigrantes surcoreanos. Tiene una hermana menor. Cuando tenía tres años, la familia de Park emigró a Estados Unidos cruzando la frontera entre México y Estados Unidos de manera ilegal. Su familia se instaló en el barrio de Koreatown de Los Ángeles, California.
Park comenzó a rapear cuando tenía 14 años, inspirado en parte por los raperos que veía actuar semanalmente en Project Blowed, un taller local de micrófono abierto.
Park abandonó la escuela secundaria John Marshall en su segundo año y se mudó a un apartamento de una habitación con su hermana y un compañero de cuarto a la edad de 16 años. Antes de convertirse en rapero a tiempo completo, trabajó como fiador, entre otros trabajos ocasionales.
Park se convirtió en ciudadano estadounidense cuando tenía 19 años.

## Carrera profesional
El primer álbum en solitario de Park, DFD, fue lanzado en 2011. Su segundo álbum, Take the Stares, fue lanzado en 2012. En 2013, Park lanzó su tercer álbum, Old Boy Jon, que fue producido íntegramente por Duke Westlake.
Dumbfoundead ha sido miembro de Thirsty Fish junto con Open Mike Eagle y Psychosiz. También ha colaborado con otros artistas musicales, incluidos Epik High, Traphik, Wax, Jay Park, Kahi y Anderson Paak. En 2015, apareció en el remix de la canción de Keith Ape "It G Ma", junto a los populares raperos Waka Flocka Flame, ASAP Ferg y Father.
Park comenzó a tener una gran base de fans en la web, después de que se publicaran en YouTube videoclips de sus batallas de rap. En 2015, Park regresó al rap freestyle para participar en el evento King of the Dot Blackout 5 de Drake y OVO, y fue felicitado por el propio Drake, quien expresó su entusiasmo por su regreso. Park compitió contra el miembro del elenco de Wild 'n Out, Conceited, y la batalla fue la batalla de rap en inglés más popular de 2015.
Ha aparecido en NBC por su video viral Jam Session 2.0, que consta de 8 músicos diferentes de todo el mundo que comparten el centro de atención individualmente a través de la pantalla dividida, pero colaboran en una pista coherente. También ha estado en Los Angeles Times, Last Call with Carson Daly, MTV Hive, y Mnet.
Park jugó un papel secundario en la película de terror Detention de Joseph Kahn y luego aparecería en la película de Kahn de 2017 Bodied como el rapero Prospek.
En 2016, lanzó el video musical "Safe", que ganó la atención generalizada por superponer la semejanza de Park en los rostros de actores blancos en escenas de películas famosas. El objetivo de esto era llamar la atención sobre el hecho de que no hubo actores asiáticos o asiático-americanos en los Oscar, y que "los únicos hombres amarillos eran todos estatuas". Además, el video musical fue otro llamado a "la obvia subrepresentación de personas de color en Hollywood". Park también fue miembro protagonista del documental Bad Rap de 2016, que describía la vida de cuatro artistas asiático-estadounidenses que intentaban triunfar en la escena del hip-hop. También interpretó a Dylan Shin en el drama Power de Starz.
En abril de 2020, Peacock comenzó a desarrollar una serie de televisión de comedia de media hora basada en la vida de Park titulada Big Dummie.
El programa de entrevistas de Park con Sasha Grey, Gray Area, debutó en la cadena de televisión en línea VENN el 5 de agosto de 2020.

## Filantropía
Durante la pandemia de Coronavirus, ha promovido el apoyo a los trabajadores de restaurantes afectados por COVID-19.

## Filmografía

### Cine
- Detention (2011), Toshiba
- Bad Rap (2016), él mismo
- Bodied (2017), Prospek
- Raya y el último dragón (2021), Chai (voz)

### Series de televisión
- Power (2016), Dylan
- Awkwafina Is Nora From Queens (2020), Doug